# Akwa United FC
L'Akwa United Football Club és un club de futbol nigerià de la ciutat de Uyo.

## Palmarès
- Copa nigeriana de futbol:[4]
  - 2015, 2017

- Supercopa nigeriana de futbol:
  - 2016

- Nigèria Super 4:
  - 2016